# Armée des Ardennes

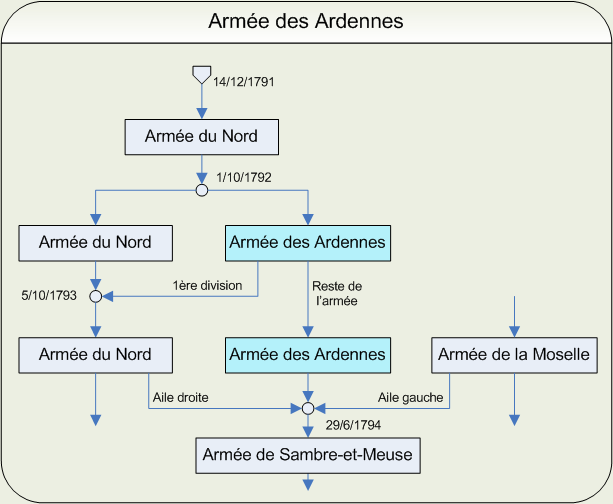
Évolution de l'armée des Ardennes

Ne doit pas être confondu avec Chasseurs ardennais.
L'armée des Ardennes a été créée officiellement en octobre 1792 à partir de l'aile droite de l'armée du Nord, commandée de juillet à août 1792 par La Fayette. C'est le général Dumouriez qui employa abusivement, pendant les mois de juillet, août et septembre, le nom d'armée des Ardennes pour désigner la droite de l'armée du Nord, campée sous Sedan, et celui d'armée du Nord pour parler de la gauche de cette armée.

## Création et mutations
- Elle fut créée par décret de la Convention du 1er octobre 1792, et formée de l'aile droite de l'armée du Nord
- Réorganisée par arrêté du Conseil exécutif du 1er mars 1793, seule son aile droite conserve le nom d'armée des Ardennes
- Par arrêté du Conseil exécutif du 5 octobre 1793 (11 vendémiaire an II), la 1re division est incorporée dans l'armée du Nord
- Par décret de la Convention du 29 juin 1794 (11 messidor an II), elle forme, avec la gauche de l'armée de la Moselle et la droite de l'armée du Nord, l'armée de Sambre-et-Meuse

## Généraux
- du 1er octobre au 29 décembre 1792 : général Dumouriez, immédiatement la gauche avec le commandement supérieur sur l'armée du Nord
  - du 6 au 24 octobre, la droite est à la disposition du général Kellermann
  - du 13 au 20 octobre, par intérim la gauche : général Beurnonville
  - du 25 octobre au 29 décembre, la droite subordonnément à Dumouriez : général Valence
- du 30 décembre 1792 au 11 janvier 1793, par intérim : général Valence
- du 12 janvier au 22 février 1793, par intérim : général Lanoue et général Leveneur, rendant compte au général Miranda
  - général Lanoue : la gauche, dite armée de Belgique
  - général Leveneur : la droite, dite armée des Ardennes
- du 23 février au 10 mars 1793 : général Valence, avec le commandement supérieur sur l'armée du Nord en l'absence de Dumouriez
- Général Antoine Nicolas Collier de La Marlière : chef d'état major de l'armée des Ardennes sous Valence le 22 mars 1793
- du 11 mars au 4 avril 1793 : général Dumouriez. Le général Valence commande en second jusqu'au 18 mars
- du 5 au 28 avril 1793 : général Dampierre
- du 29 avril au 28 juillet 1793 : général Lamarche
  - du 29 avril au 7 mai, subordonnément au général Dampierre
  - du 8 au 27 mai, indépendant par intérim
  - du 28 mai au 16 juillet, subordonnément au général Custine
  - du 17 au 28 juillet, subordonnément au général Kilmaine
- du 29 juillet au 10 août 1793, immédiatement : général Kilmaine
- du 11 août au 12 septembre 1793, immédiatement : général Houchard
- du 13 au 23 septembre, subordonnément, puis supérieurement : général Jourdan
- du 4 novembre au 3 décembre 1793, subordonnément à Jourdan : général Ferrand
- du 4 décembre 1793 au 3 février 1794, subordonnément à Jourdan et par intérim : général Murat-Sistrières
- du 4 février au 2 juin 1794, subordonnément au général en chef de l'armée du Nord : général Charbonnier
- du 3 juin au 1er juillet, subordonnément au général Pichegru : général Jourdan

## Ordre de bataille en octobre 1792
Sous les ordres du général Valence.
- 6e régiment d'infanterie de ligne
- 8e régiment d'infanterie de ligne
- 17e régiment d'infanterie de ligne
- 43e régiment d'infanterie de ligne
- 45e régiment d'infanterie de ligne
- 56e régiment d'infanterie de ligne
- 2e bataillon de volontaires des Ardennes
- 1er bataillon de volontaires de la Charente-Inférieure
- 2e bataillon de volontaires de la Meurthe
- 3e bataillon de volontaires de la Meurthe
- 2e bataillon de volontaires du Nord
- 1er bataillon de volontaires de la Sarthe
- 2e bataillon de volontaires de Saône-et-Loire
- 5e bataillon de volontaires des Vosges
- 5e bataillon des Fédérés de Paris
- 1er bataillon de Grenadiers
- 3e bataillon de Grenadiers
- 4e bataillon de Grenadiers
- 5e bataillon de Grenadiers
- 9e bataillon de chasseurs à pied
- 55e bataillon de chasseurs à pied (150 chasseurs)
- Bataillon de chasseurs de Rennes (150 chasseurs)
- Bataillon de chasseurs de Ransonnets (100 chasseurs)
- Bataillon de chasseurs de Stenay (100 chasseurs)
- Bataillon de volontaires de l'Argonne (20 volontaires)
- 7e régiment de cavalerie (2 escadrons)
- 16e régiment de cavalerie (2 escadrons)
- 21e régiment de cavalerie (2 escadrons)
- 5e régiment de hussards (3 escadrons)
- 2e régiment de dragons (2 escadrons)
- 10e régiment de dragons (2 escadrons)
- Gendarmes nationaux (300 gendarmes)
- 2 pièces de 12
- 4 pièces de 8

Au total 22 bataillons d'infanterie de ligne, 13 escadrons, 520 hommes de troupes légères, 300 gendarmes.

## Sources
- Chef d'escadron d'état-major Charles Clerget, Tableaux des armées françaises pendant les guerres de la Révolution, sous la direction de la section historique de l'état-major de l'armée, librairie militaire R. Chapelot, Paris, 1905.
- Jean Tulard, Jean-François Fayard et Alfred Fierro, Histoire et dictionnaire de la Révolution française. 1789–1799, Paris, éd. Robert Laffont, coll. « Bouquins », 1987, 1998 [détail des éditions] (ISBN 978-2-221-08850-0)